# Teatro Massimo Bellini
Teatro Massimo Bellini je operna hiša v Catanii na Siciliji v južni Italiji. Poimenovana po domačem skladatelju Vincenzu Belliniju, je bila 31. maja 1890 odprta z izvedbo skladateljeve mojstrovine Norma. Ima 1200 sedežev.

## Zgodovina
Ustvarjanje tistega, kar naj bi končno postalo Teatro Massimo Bellini, je trajalo skoraj dvesto let, začenši z razpravami po katastrofalnem potresu leta 1693, ki je Catanio popolnoma uničil. Razpravljalo se je o gradnji javnega gledališča, leta 1812 pa je bil dokončno položen temeljni kamen.
Arhitekt Salvatore Zahra Buda je začel pripravljati načrt za gledališče na trgu Piazza Nuovaluce, pred samostanom Santa Maria di Nuovaluce, na mestu današnjega gledališča. Odločeno je bilo, da se ustvari Veliko občinsko gledališče, vredno mesta, ki se širi; načrt Teatro Nuovaluce (Novo gledališče svetlobe) je bil v vseh pogledih veličasten in je bil zasnovan kot eno najbolj inovativnih del v Italiji.
Zaradi težav s financiranjem se je moralo delo za nekaj let ustaviti. Medtem je bilo namesto tega zgrajeno manjše gledališče – Začasno občinsko gledališče, ki se je odprlo leta 1822 (vendar je bilo med drugo svetovno vojno uničeno). Medtem je bil Teatro Nuovaluce, potem ko je bil delno dokončan in preurejen v večnamensko dvorano, namenjen predvsem poletni uporabi do leta 1865, ko je bil prodan za financiranje gradnje novega gledališča.
Leta 1870 je bil gledališki arhitekt Carlo Sada imenovan da najde primerno mesto za novo gledališče. Za dolgo želeno gledališče Massimo so upoštevali veliko lokacijskih možnosti. Izbrano je bilo samo eno mesto, ki je bilo zavrnjeno. Tokrat naj bi bila to lokacija za veliko večnamensko dvorano. Ponovno so se pojavile težave s financiranjem, načrt pa je prevzela Občina. Občinski odbor je nato sklenil, da je treba zgradbo narediti za enonamensko operno hišo. Končno je delo dobro steklo in gledališče je bilo končano v sedmih letih, odprtje maja 1890.
Zunanjost hiše se ujema s prepoznavnim sicilskim baročnim slogom sosednjih stavb poznega 17. stoletja. Njeno marmorno preddverje, Ridotto, je okrašeno in ometano, med osrednjimi oboki pa stoji Bellinijev kip. Čudovita notranjost rdečega pliša vključuje glavno sedežno garnituro in štiri nivoje lož. Na zgornjem nivoju jih obdajajo nenavadne obokane arkade. Poslikani strop Ernesta Bellandija prikazuje prizore iz štirih najbolj znanih Bellinijevih oper.

## Opera
V svoji zgodovini je operna hiša izvedla skoraj vsa Bellinijeva dela. Nekateri zelo priznani pevci že od svojih začetkov izvajajo najrazličnejše opere. Leta 1951 je Maria Callas ob 150. obletnici rojstva Bellinija zapela Normo in ponovila svoj uspeh v letih 1952 in 1953.
V zadnjih letih je prišlo do priliva približno 2 milijona dolarjev, kar je pripeljalo do praznovanja dvestoletnice Bellinija v sezoni 2001 in do večje prenove hiše.